# Federico Amador
Federico Grandolini (Buenos Aires, 23 de octubre de 1975), conocido artísticamente como Federico Amador, es un actor argentino de cine, teatro y televisión. Es conocido por sus trabajos en Mujeres de nadie, Herederos de una venganza Amar después de amar y en Argentina, tierra de amor y venganza, interpretando a Francisco Alarcón.

## Biografía
Federico Amador tiene un hermano mayor. Su apellido artístico es Amador ya que su tío abuelo firmaba con ese apellido en los poemas que escribía. Antes de ser actor trabajó de cadete, vendedor de panchos y mozo. Estudió teatro con Julio Chávez y Marina Oberstein.

## Carrera
Federico comenzó su carrera en televisión en el año 2002 con Franco Buenaventura, el profe. Luego hizo apariciones en distintas telenovelas y series como Mosca & Smith, El tiempo no para, La ley del amor, Amor mío, Casi ángeles, Lalola, entre otras. Su interpretación de Nacho, un productor de TV de buen corazón pero muy mujeriego en la tira "Los exitosos Pells" también le otorgó buena exposición. Su primer protagónico llegó en el 2009, junto a Florencia Bertotti, protagonizó Niní. En la misma interpretó a Tomás Parker, el embajador de Santa Juliana que se enamoraba de la protagonista y juntos formaron una gran historia de amor que traspasó fronteras. Trabajó en dieciséis novelas, tres películas y nueve obras teatrales. Luego participó en Secretos de amor. En 2011, es convocado para la ficción Herederos de una venganza, donde se destacó en su personaje psicópata de "Rafael Ferrero". En 2012 protagoniza la película La pelea de mi vida, junto a Mariano Martínez y Lali Esposito. En enero de 2013 participó en un capítulo del ciclo de unitarios ficcionales del programa Historias de corazón. Además del programa Celebrity Splash. En 2016 debuta como conductor en Supervivencia al desnudo: edición extrema, un reality de Discovery Channel, que consiste en un desafío de 40 días de convivencia en una zona remota de la selva ecuatorial de Colombia sin comida, ni agua, ni ropa.
En 2018 conduce Naturaleza Salvaje, para Discovery Channel, programa en el cual se dedica a mostrar y enseñar a preservar la flora y la fauna de Argentina en toda su extensión, desde la selva misionera, pasando por el centro del país, costa atlántica y hasta las costas de la Patagonia. En 2019 protagoniza Campanas en la noche, telenovela emitida por Telefé.

## Vida personal
Entre 1997 y 2009 estuvo casado con María José Becherucci, exbailarina, con quien tiene dos hijos: Vito, nacido en 2006, y Ciro, nacido en 2009.
Desde 2010 está en pareja con la actriz Florencia Bertotti, con quien protagonizó la telenovela Niní.

## Ficciones de televisión
| Año       | Título                               | Personaje                             | Rol                    | Canal              |
| --------- | ------------------------------------ | ------------------------------------- | ---------------------- | ------------------ |
| 2002      | Franco Buenaventura, el profe        | -                                     | sin acreditar          | Telefe             |
| 2003      | Malandras                            | -                                     | sin acreditar          | Canal 9            |
| 2004      | Los secretos de papá                 | -                                     | sin acreditar          | El Trece           |
| 2004      | Mosca & Smith                        | -                                     | sin acreditar          | Telefe             |
| 2004      | Jesús, el heredero                   | -                                     | sin acreditar          | El Trece           |
| 2006      | El tiempo no para                    | Matías                                | Elenco Secundario      | Canal 9            |
| 2006      | Beinase                              | Patricio                              | Elenco Secundario      | Canal de la Ciudad |
| 2006-2007 | La ley del amor                      | Walter Ocampo                         | Participación Especial | Telefe             |
| 2007      | Casi ángeles                         | Álex                                  | Participación Especial | Telefe             |
| 2007      | Lalola                               | Manuel                                | Participación Especial | América TV         |
| 2008      | Mujeres de nadie                     | Andrés Iglesias                       | Elenco Principal       | El Trece           |
| 2008-2009 | Los exitosos Pells                   | Ignacio "Nacho" Pérez                 | Elenco Principal       | Telefe             |
| 2009-2010 | Niní                                 | Tomás Parker                          | Protagonista           | Telefe             |
| 2010      | Secretos de amor                     | Martín Robledo                        | Elenco Principal       | Telefe             |
| 2011-2012 | Herederos de una venganza            | Rafael Ferrero                        | Antagonista            | El Trece           |
| 2013      | Historias de corazón                 | Guido Voggiano                        | Elenco Rotativo        | Telefe             |
| 2013-2014 | Mis amigos de siempre                | Luciano Barraco                       | Antagonista            | El Trece           |
| 2015      | El mal menor                         | Martín Iribarner                      | Elenco Rotativo        | TV Pública         |
| 2017      | Amar después de amar                 | Damián Kaplan                         | Protagonista           | Telefe             |
| 2019      | Campanas en la noche                 | Omar Pereyra (nombre real Luis Rolón) | Protagonista           | Telefe             |
| 2019      | La otra cara de Rita                 | Omar Pereyra (nombre real Luis Rolón) | Protagonista           | Telefe             |
| 2023      | Argentina, tierra de amor y venganza | Francisco Alarcón                     | Protagonista           | El Trece           |

## Cine
| Año  | Título                          | Personaje    | Dirección       |
| ---- | ------------------------------- | ------------ | --------------- |
| 2003 | Largometraje de Andres Di Tella |              | Andrés Di Tella |
| 2011 | Solos en la ciudad              | Gonzalo      | Diego Corsini   |
| 2012 | La pelea de mi vida             | Bruno Molina | Jorge Nisco     |

## Teatro
| Año  | Título                  |
| ---- | ----------------------- |
| 2002 | Seis al cinco           |
| 2002 | El Diario de Ana Frank  |
| 2002 | La Casamentera          |
| 2002 | El Herrero y el Diablo  |
| 2003 | El Hombre que camina    |
| 2005 | Cinco Gays Punto Com    |
| 2005 | Electra Shock           |
| 2007 | El deseo bajo los Olmos |
| 2010 | Niní: “La Búsqueda”     |
| 2014 | Al final del arcoíris   |

## Programas de televisión
| Año       | Programa                 | Canal             | Notas        |
| --------- | ------------------------ | ----------------- | ------------ |
| 2013      | Celebrity Splash         | Telefe            | Participante |
| 2016      | Supervivencia al desnudo | Animal Planet     | Conductor    |
| 2017      | Planeta tierra 2         | Discovery Channel | Narrador     |
| 2017-2018 | Hacia lo salvaje         | Telefe            | Narrador     |

## Publicidad
- Pent
- Ford
- Consolidar
- Derby
- Bavaria Cerveza

## Premios y nominaciones
| Año  | Galardón              | Rubro                                      | Programa/Película    | Resultado |
| ---- | --------------------- | ------------------------------------------ | -------------------- | --------- |
| 2006 | Premios Clarín        | Revelación masculina                       | El tiempo no para    | Nominado  |
| 2018 | Premios Martín Fierro | Mejor actor protagonista de ficción diaria | Amar después de amar | Nominado  |